# Laguna Chojllas
Laguna Chojllas är en sjö i Bolivia.   Den ligger i departementet Potosí, i den södra delen av landet, 400 km sydväst om huvudstaden Sucre. Laguna Chojllas ligger 4 548 meter över havet. Arean är 5,2 kvadratkilometer. Den sträcker sig 2,9 kilometer i nord-sydlig riktning, och 2,7 kilometer i öst-västlig riktning.
Trakten runt Laguna Chojllas är ofruktbar med lite eller ingen växtlighet. Trakten runt Laguna Chojllas är nära nog obefolkad, med mindre än två invånare per kvadratkilometer.